# Pomacentrus taeniometopon
Pomacentrus taeniometopon är en fiskart som beskrevs av Pieter Bleeker 1852. Pomacentrus taeniometopon ingår i släktet Pomacentrus och familjen Pomacentridae. Inga underarter finns listade i Catalogue of Life.